# Berthold Johannes
Berthold Johannes (* 24. November 1947 in Pleizenhausen) ist ein deutscher Diplomat. Er war von 2010 bis 2012 deutscher Botschafter in der Republik Moldau.

## Leben
Nach dem Abitur studierte Johannes Politikwissenschaften und Geschichte an der Albert-Ludwigs-Universität Freiburg, der Freien Universität Berlin sowie der London School of Economics and Political Science. Nach Beendigung des Studiums war er zwischen 1974 und 1978 wissenschaftlicher Assistent für britische- und internationale Politik am Otto-Suhr-Institut für Politikwissenschaft der Universität Berlin tätig. Er legte dort 1978 seine Promotion mit einer Dissertation zum Thema Zwischen Isolationismus und kollektiver Sicherheit. Probleme der Formulierung britischer Europapolitik zwischen Rheinlandbesetzung und Ausbruch des Spanischen Bürgerkrieges ab.
1978 begann er seine Laufbahn im Auswärtigen Dienst und fand nach Beendigung des Vorbereitungsdienstes Verwendungen im Auswärtigen Amt sowie an den Auslandsvertretungen in Polen, Genf, Istanbul, Äthiopien, der Niederlande und Sevilla sowie im Bundesministerium der Verteidigung.
Von 2010 bis 2012 war Berthold Johannes deutscher Botschafter in der Republik Moldau. Im Sommer 2012 trat er in den Ruhestand.